# Chiesa antica di Santa Maria Assunta
La chiesa antica di Santa Maria Assunta (in francese, Ancienne église Notre-Dame-de-l'Assomption) sorge su uno sperone di roccia nella località Saint-Roch, nei pressi del cimitero di Villeneuve, non lontano dal Châtel-Argent; ha svolto funzioni di chiesa parrocchiale sino alla costruzione, nel 1782, della nuova e più grande chiesa - anch'essa dedicata a Santa Maria - nel centro del paese.

## Storia ed elementi di interesse artistico
Si tratta di una delle più antiche chiese della Valle d'Aosta, risalendo presumibilmente la sua edificazione al secondo quarto dell'XI secolo. Viene menzionata per la prima volta, come ecclesia in una bolla papale del 1184, inclusa tra le pertinenze della collegiata di Sant'Orso ad Aosta. Il titolo di ecclesia induce a ritenere che fungesse già allora da parrocchiale.
La chiesa ha subito nel tempo interventi che ne hanno modificato il tipico aspetto originario. La chiesa romanica presentava la tipica facciata a salienti che ancora si può osservare, pur con la presenza di un alto portico che ne ha alterato l'aspetto. Tale struttura posta in facciata risale agli inizi del XV secolo: consiste in un corpo prismatico a base quadrangolare aperto verso l'esterno da tre archi e sormontato da un secondo piano (denominato "paradiso") che giunge sin quasi al colmo del tetto.
Osservata dal lato orientale essa presenta tre absidi privi di elementi decorativi. L'interno ha conservato la struttura a tre navate chiuse da altrettante absidi; le navate laterali presentano un'insolita copertura a botte, mentre la navata centrale presenta volte a crociera risalenti alla fine del XV secolo. Si è conservata, sotto il presbiterio rialzato, la piccola cripta dell'XI secolo: ha forma di emiciclo e consta di sei volte a crociera con nervature che poggiano su due tozze colonne prive di capitelli.
La torre campanaria databile al XII secolo si erge sulla navata settentrionale e presenta una notevole eleganza in virtù degli archetti pensili che segnano i diversi piani alleggeriti progressivamente da aperture a monofore, bifore e trifore.
Nel corso di recenti interventi sono emersi nell'absidiola che si apre alla base del campanile interessanti brani di un affresco databile attorno alla metà del XIII secolo. Vi si riconosce una raffigurazione del Martirio di San Maurizio dipinta nell'ambito della bottega del cosiddetto "Maestro di Saint-Pierre" un atelier attivo presso il Castello Sarriod de la Tour. Nell'abside sopravvivono frammenti di decorazioni a racemi nelle strombature delle monofore.

## Galleria d'immagini

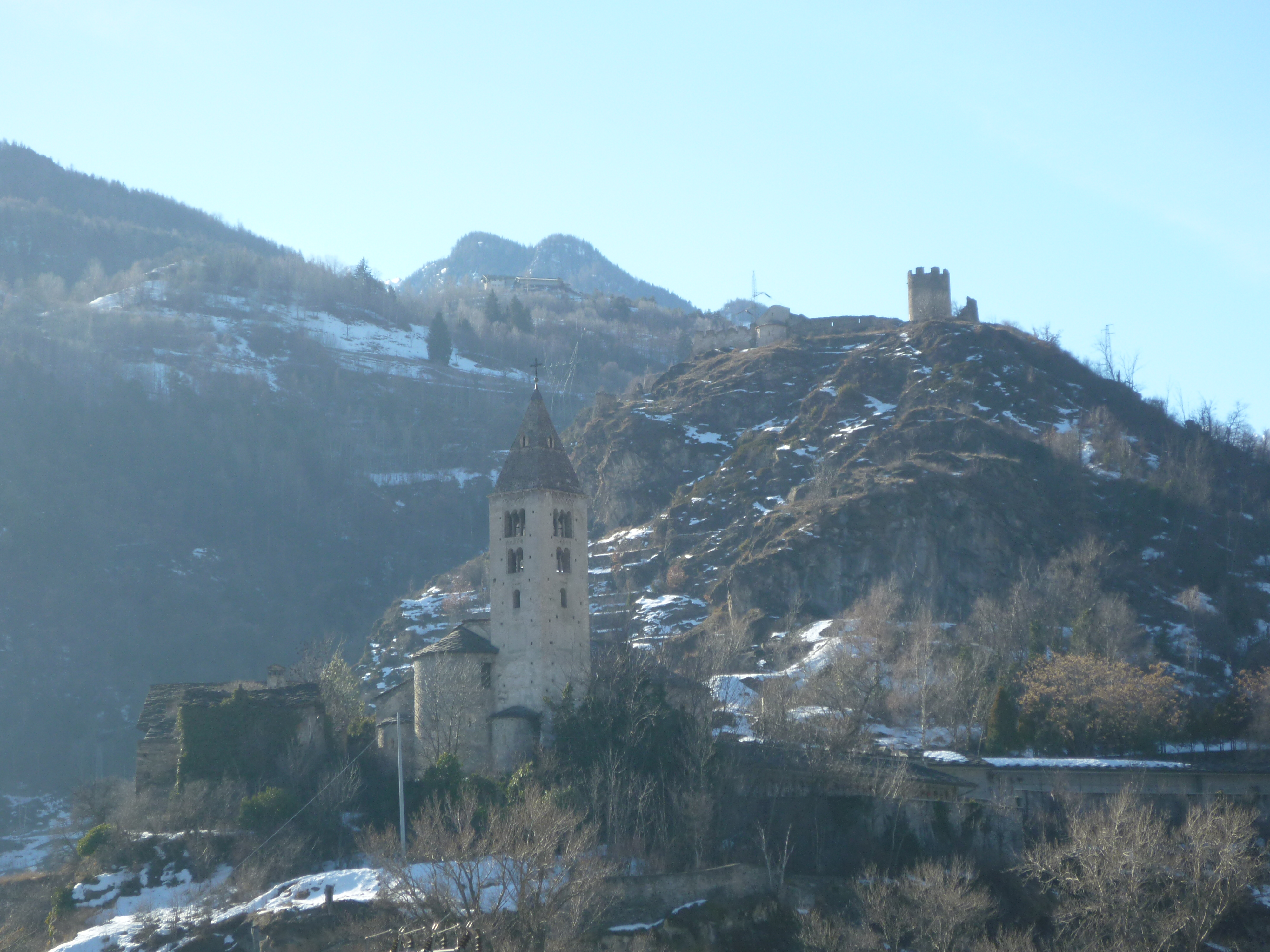
La chiesa e il Châtel-Argent
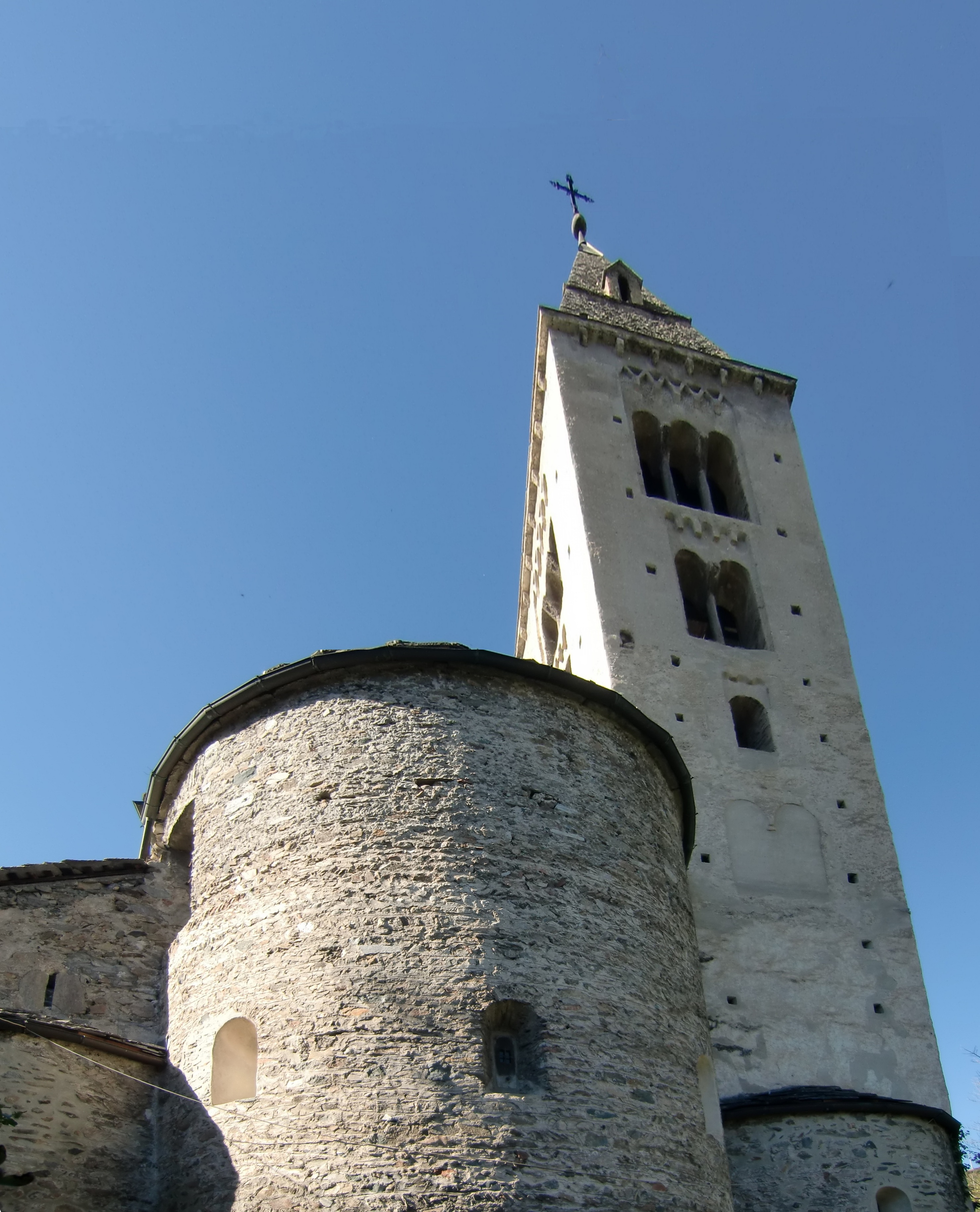
Lato orientale, campanile e absidi romaniche
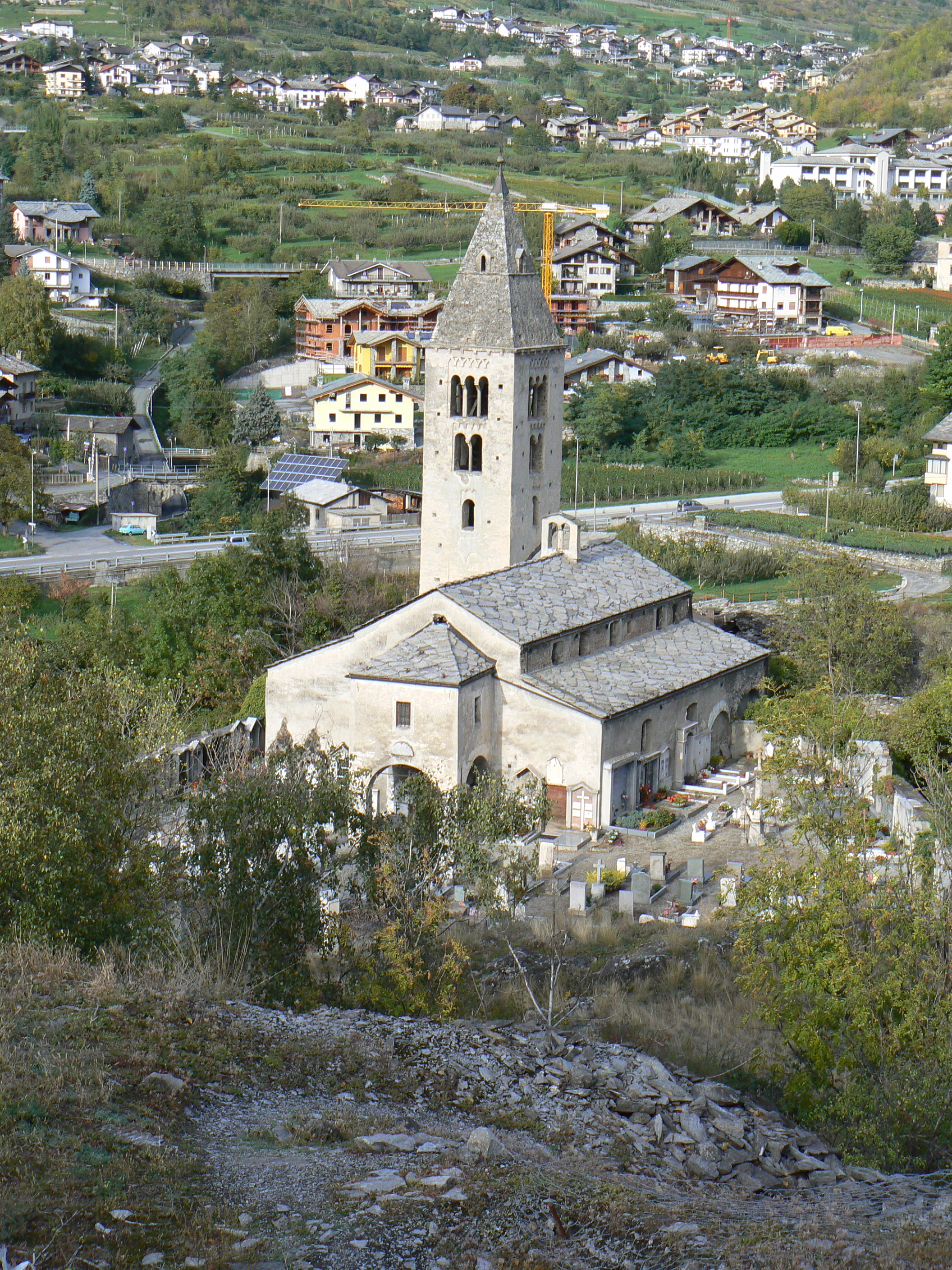
La chiesa vista da Châtel-Argent
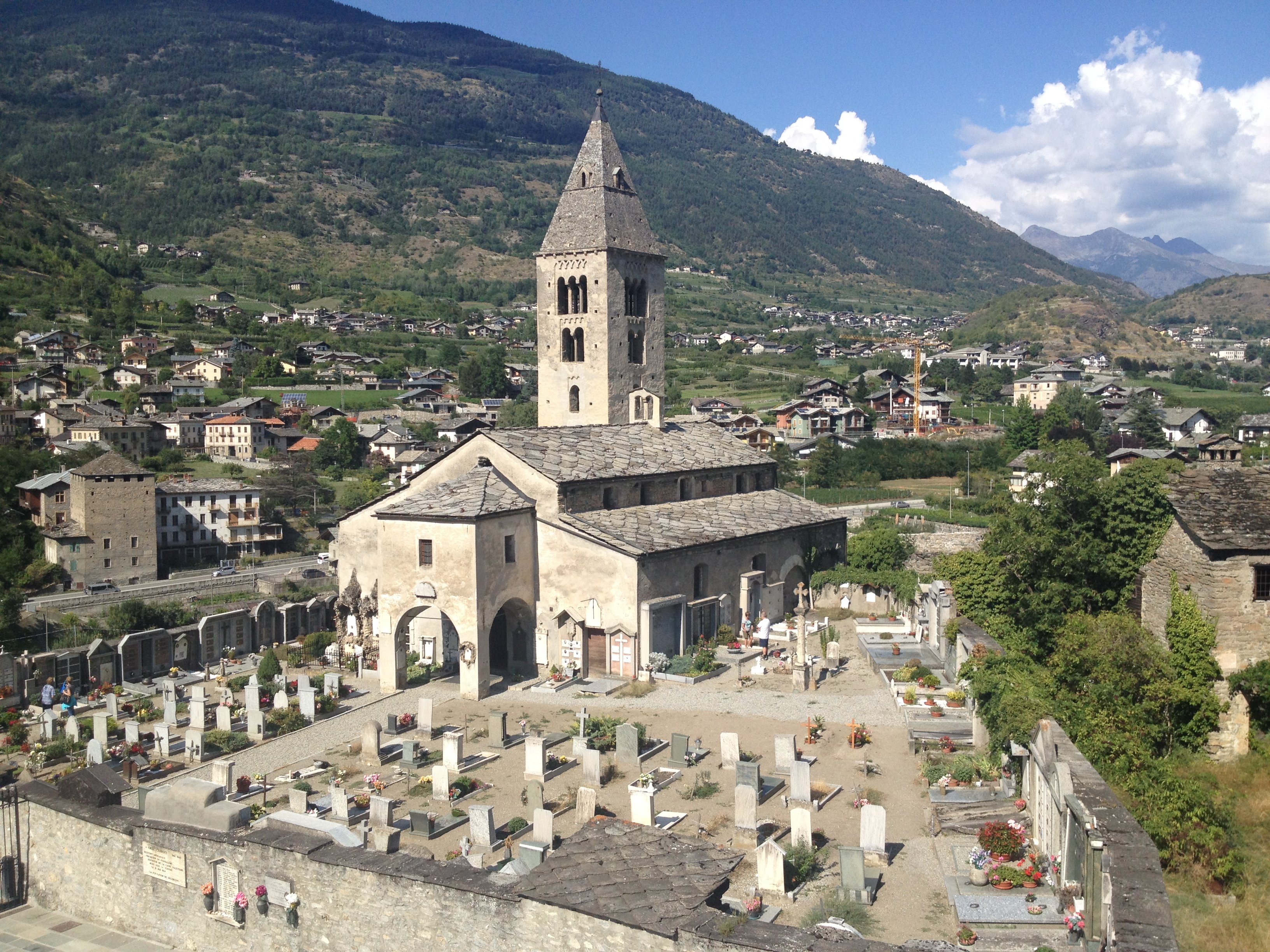
La chiesa con il cimitero